# Pijao
El pijao, coyaima o natagaima és una llengua indígena parlada pels pijaos de la vall del riu Magdalena, a Colòmbia. Actualment la llengua sembla estar extinta encara que en 1943 es van trobar alguns parlants en els municipis de Ortega, Coyaima i Natagaima.

## spectes històrics, socials i culturals

### Història de la llengua
Els pijaos són coneguts des del segle XVI. A principis del segle XVII van destruir un assentament colonial anterior a l'assentament de Natagaima. Els pijaos eren un de les ètnies més bel·licoses del barri del Magadalena. Els pijaos van oposar una gran resistència a l'avanç dels pobles txibtxa, i van frenar l'expansió d'aquests cap a l'oest. Els pijaos també van oposar una feroç resistència a la colonització europea, i a principis del segle XVII van dur a terme una rebel·lió a gran escala que va destruir diversos assentaments colonials.

### Ús i distribució
En 1943, Alicia i Gerardo Reichel-Dolmatoff van trobar encara alguns parlants de la llegua pijao, i Roberto Pineda Giraldo i Milcíades Chaves van recollir algunes llistes de vocabulari al municipi d'Ortega. No obstant això, es considera que actualment la llengua està completament extinta, encara que no el poble pijao.

## Descripció lingüística

### Classificació
Rivet (1934) basant-se en dades proporcionades pels cronistes va conjecturar que algunes llengües de l'est de Colòmbia com el opoón-carare, el pijao, el panche, el muzo, el pantágora i el chocó podrien estar relacionats amb les llengües carib, encara que el mateix autor va assenyalar que aquest parentiu no estava provat. Rivet va considerar que aquestes cinc llengües podrien formar una branca del Ccarib. A més va trobar bona part de la toponímia de la regió pijao inclou el sufix carib ima: Coyaima, Natagaima, Combeima, Tolima, Tocaima, Anolaima. Č. Loukotka (1968), encara considerant possible el parentiu amb el Carib no va veure raons per a considerar que aquestes cinc llengües formessin una branca d'aquest.
M. Durbin y H. Seijas van examinar l'evidència disponible, bàsicament llistes breus de vocabulari, i van trobar que no existeix massa semblança entre el pijao i les llengües caribes. De les 33 paraules i expressions conegudes del pijao, només unes set mostren alguna semblança residual amb les llengües caribes. El terme pijao per a 'aigua' tána, es diferencia molta del terme Carib oriental per a 'aigua' kuna (trobant-se en la resta del Carib du- o tu- en posició inicial en el terme per a 'aigua'). Les poques similituds amb el Carib es troben especialment amb l'oposa-carare, llengua veïna, i en menor mesura amb el grup Carib hianacoto-umaua-carijona-guaque. Tant en oposa-carare com en el grup hianacoto el terme per a 'pedra' és tVhV, mentre que en la resta del Carib deriva de tVpV, per la qual cosa el terme pijao tapé no sembla relacionat amb les llengües caribes pròximes. En muzo i colima es troba la forma tapa 'pedra', pel que és raonable conjecturar que la forma pijao tapé és un préstec lingüístic.
Simón, qui va recopilar breus vocabularis d'aquestes llengües, considerava que els pegats parlaven la manyaga idioma que els pijaos. No s'han detectat parentius entre el pijao i altres llengües no classificades de la regió com el colima, el muzo i el pantágoro ni amb l'opón-carare classificat com a carib.

### Vocabulari[9]
Aténkora - Cap
Amé - Noguera
Akaya! - ¡Ai de mi!
Yaki kandru - Tinc fam
Tui! - ¡Bé! ¡Ja està bé!
Caique - Salutació
Balonki - Ballar
Aveki - Parlar
Sumén - Beure
Kajírre - Gos
Alamán - Caimà
Achu - Pedra d'esmolar
Chíu - Dia
Atiesia - Estrella gran
Nasés - Casa
Margure - dona
Bota - Mare
Oreme - Home
Angola - Àvia
Eme - Germà
Erame - Germana
Calina - Amic
Nuhugi - Foc
Onto - Roig
Wiriwirini - jaguar
Erename - Jefe
Duho - Captiu
Anosia - Núvol
Nanyanúa - Aigua corrent, riu
Numbana - Lluna
Lun - Ull
Tinkí - Dent
Choki - Natja
Tetenki - Pits de dona
Anigo - Melic
Lanki - Tambor
Oleno - Orella
Oliga - Genoll
Pegil - Cama
Tape - Pedra
Omíaki - Fulla
Tenú - Tabac,